# Listă de romane românești
Aceasta este o listă de romane românești.
Cuprins: Început - 0–9 A B C D E F G H I J K L M N O P Q R S T U V W X Y Z

## 1
- 1916 de Felix Aderca

## A
- Adam și Eva de Liviu Rebreanu
- Adela de Garabet Ibrăileanu
- Amantul colivăresei de Radu Aldulescu
- Amândoi de Liviu Rebreanu
- Animale bolnave de Nicolae Breban
- Armaghedon revelat de Grid Modorcea
- Animalul inimii de Herta Müller
- Aripi de zăpadă de Constantin Chiriță
- Arta conversației de Ileana Vulpescu
- Arhanghelii de Ion Agârbiceanu
- Asediul Vienei de Horia Ursu

## B
- Baltagul de Mihail Sadoveanu
- Bunavestire de Nicolae Breban
- Biblia pierdută de Igor Bergler
- Bietul Ioanide de George Călinescu
- Biserica Albă de Ion Druță
- Biserica neagră de Anatol Baconsky
- Buharia de Grid Modorcea

## C
- Cartea nunții de George Călinescu
- Castelul fetei în alb de Constantin Chiriță
- Cavalerii florii de cireș de Constantin Chiriță
- Călătorie într-un picior de Herta Müller
- Cel mai iubit dintre pământeni de Marin Preda
- Ciocoii vechi și noi de Nicolae Filimon
- Cireșarii de Constantin Chiriță
- Chira Chiralina de Panait Istrati
- Ciuleandra de Liviu Rebreanu
- Ciulinii Bărăganului de Panait Istrati
- Concert din muzică de Bach de Hortensia Papadat-Bengescu
- Corsarul de fier de George Anania
- Craii de Curtea-Veche de Mateiu Caragiale
- Crăișorul de Liviu Rebreanu
- Creanga de aur de Mihail Sadoveanu
- Cruciada copiilor de Florina Iliș

## D
- Dimineața pierdută de Gabriela Adameșteanu
- Degete mici de Filip Florian
- Desculț de Zaharia Stancu
- Domnișoara din strada Neptun de Felix Aderca
- Donna Alba de Gib Mihăescu
- Drum bun, Cireșari de Constantin Chiriță
- Derută în paradis de Grid Modorcea
- Drumul ascuns de Hortensia Papadat-Bengescu*

## E
- Enigma Otiliei de George Călinescu
- Europolis (roman) de Jean Bart

## F
- Fantoma din moară de Doina Ruști
- Fram, ursul polar de Cezar Petrescu
- Frații Jderi de Mihail Sadoveanu
- Frunze de dor de Ion Druță
- Frumoșii nebuni ai marilor orașe de Fănuș Neagu
- Ferenike de Doina Ruști

## G
- Geniu pustiu de Mihai Eminescu
- Galeria cu viță sălbatică de Constantin Țoiu
- Gorila de Liviu Rebreanu
- Groapa de Eugen Barbu
- Genius de Grid Modorcea

## I
- Iarna bărbaților de Ștefan Bănulescu
- Insulele de aur și argint de Romulus Bărbulescu
- Ion de Liviu Rebreanu
- Ion Sântu de Ion Marin Sadoveanu
- Ioșca de Cristian Fulaș

## Î
- În absența stăpânilor de Nicolae Breban
- În absența tatălui de Stelian Țurlea
- În valea Marelui Fluviu de Felix Aderca
- Îngerul a strigat de Fănuș Neagu
- Întunecare de Cezar Petrescu

## J
- Jar de Liviu Rebreanu
- Jocul cu moartea de Zaharia Stancu
- Jucăria de Florin Șlapac

## L
- La Medeleni de Ionel Teodoreanu
- Leagănul respirației de Herta Müller
- Lizoanca la 11 ani de Doina Ruști
- Locul unde nu s-a întâmplat nimic de Mihail Sadoveanu
- Lumea în două zile de George Bălăiță
- Lunaticii de Ion Vinea

## M
- Maitreyi de Mircea Eliade
- Mara de Ioan Slavici
- Marele singuratic de Marin Preda
- Moromeții de Marin Preda
- Medgidia, orașul de apoi de Cristian Teodorescu
- Mesalina de Grid Modorcea
- Manuscrisul fanariot de Doina Ruști
- Melancolia de Mircea Cărtărescu
- Mirii nemuririi de Radu Aldulescu
- Mort după America de Grid Modorcea

## N
- Nada Florilor de Mihail Sadoveanu
- Neamul Șoimăreștilor de Mihail Sadoveanu
- Nicoară Potcoavă de Mihail Sadoveanu
- Noaptea de Sânziene de Mircea Eliade
- Nopțile de Sânziene de Mihail Sadoveanu
- Săptămâna nebunilor de Eugen Barbu

## O
- Oameni în Rolls-Royce de Vintilă Corbul și Eugen Burada
- Ochi de urs de Mihail Sadoveanu
- Orbitor de Mircea Cărtărescu
- O moarte care nu dovedește nimic de Anton Holban
- Ora 25 de Constantin Virgil Gheorghiu
- Orașele scufundate de Felix Aderca
- Orgolii de Augustin Buzura
- O sută de ani de zile la Porțile Orientului de Ioan Groșan

## P
- Patul lui Procust de Camil Petrescu
- Pădurea spânzuraților de Liviu Rebreanu
- Pânza de păianjen de Cella Serghi
- Ploaia de stele de George Anania
- Princepele de Eugen Barbu
- Prins de Petru Popescu
- Pluta de Grid Modorcea

## R
- Răscoala de Liviu Rebreanu
- Roata norocului de Constantin Chiriță
- Rusoaica de Gib Mihăescu

## S
- Sfârșit de mileniu de Radu Tudoran
- Sfârșit de veac în București de Ion Marin Sadoveanu
- Scrinul negru de G Călinescu
- Simbamuenni de Romulus Bărbulescu
- Solitarul de Eugen Ionescu
- Suflet japonez de Gheorghe Băgulescu

## Ș
- Șatra de Zaharia Stancu
- Șoimii de Mihail Sadoveanu

## T
- Tănase Scatiu de Duiliu Zamfirescu
- Toate pânzele sus! de Radu Tudoran

## Ț
- Țăranii de platină de Eugen Mihăescu
- Trei dinți din față de Main Sorescu

## U
- Ultima noapte de dragoste, întâia noapte de război de Camil Petrescu
- Un port la răsărit de Radu Tudoran
- Un păcătos la Athos de Grid Modorcea

## V
- Viața ca o pradă de Marin Preda
- Viața la țară de Duiliu Zamfirescu

## Z
- Zodia Cancerului sau vremea Ducăi-Vodă de Mihail Sadoveanu
- Zahei Orbul de Vasile Voiculescu
- Zenobia de Gellu Naum
- Zmeura de câmpie de Mircea Nedelciu
- Zogru de Doina Ruști
- Zavaidoc în anul iubirii de Doina Ruști